# Грушка, Давид
Давид Грушка (чеш. David Hruška; 8 января 1977, в Соколове, Чехословакия) — бывший чешский хоккеист, нападающий. Пятикратный чемпион Чехии. Лучший снайпер Чешской Экстралиги 2002 и 2009 годов.

## Биография
Давид Грушка родился в городе Соколов, является воспитанником местного хоккейного клуба «Баник». С 1996 по 1998 год трижды выиграл чемпионат Чехии с командой «Всетин». В 2003 и 2008 годах завоевал еще 2 чемпионских титула в составе пражской «Славии». Дважды (в 2002 и 2009 годах) становился лучшим снайпером Экстралиги.
Завершил карьеру в 2019 году, в составе родного клуба «Баник» Соколов, которому в своём последнем сезоне помог пробиться в первую чешскую лигу. После окончания карьеры будет работать тренером юниорской команды в Соколове.

## Достижения

### Командные
Чемпион Чехии 1996, 1997, 1998, 2003, 2008
 Серебряный призёр чемпионата Чехии 2004, 2006, 2009

### Личные
- Лучший снайпер Экстралиги 2002 (31 гол) и 2009 (31 гол)

## Статистика
- Чешская экстралига — 857 игр, 514 очков (301 шайба + 213 передач)
- Переходный турнир за право играть в Экстралиге — 53 игры, 29 очков (13+16)
- Чешская первая лига — 180 игр, 163 очка (76+87)
- Чешская вторая лига — 91 игра, 96 очков (51+45)
- Западная хоккейная лига — 28 игр, 28 очков (14+14)
- Европейские кубки — 21 игра, 13 очков (7+6)
- Сборная Чехии — 4 игры
- Швейцарская национальная лига — 1 игра
- Всего за карьеру — 1235 игр, 843 очка (462+381)